# Pico Matochina

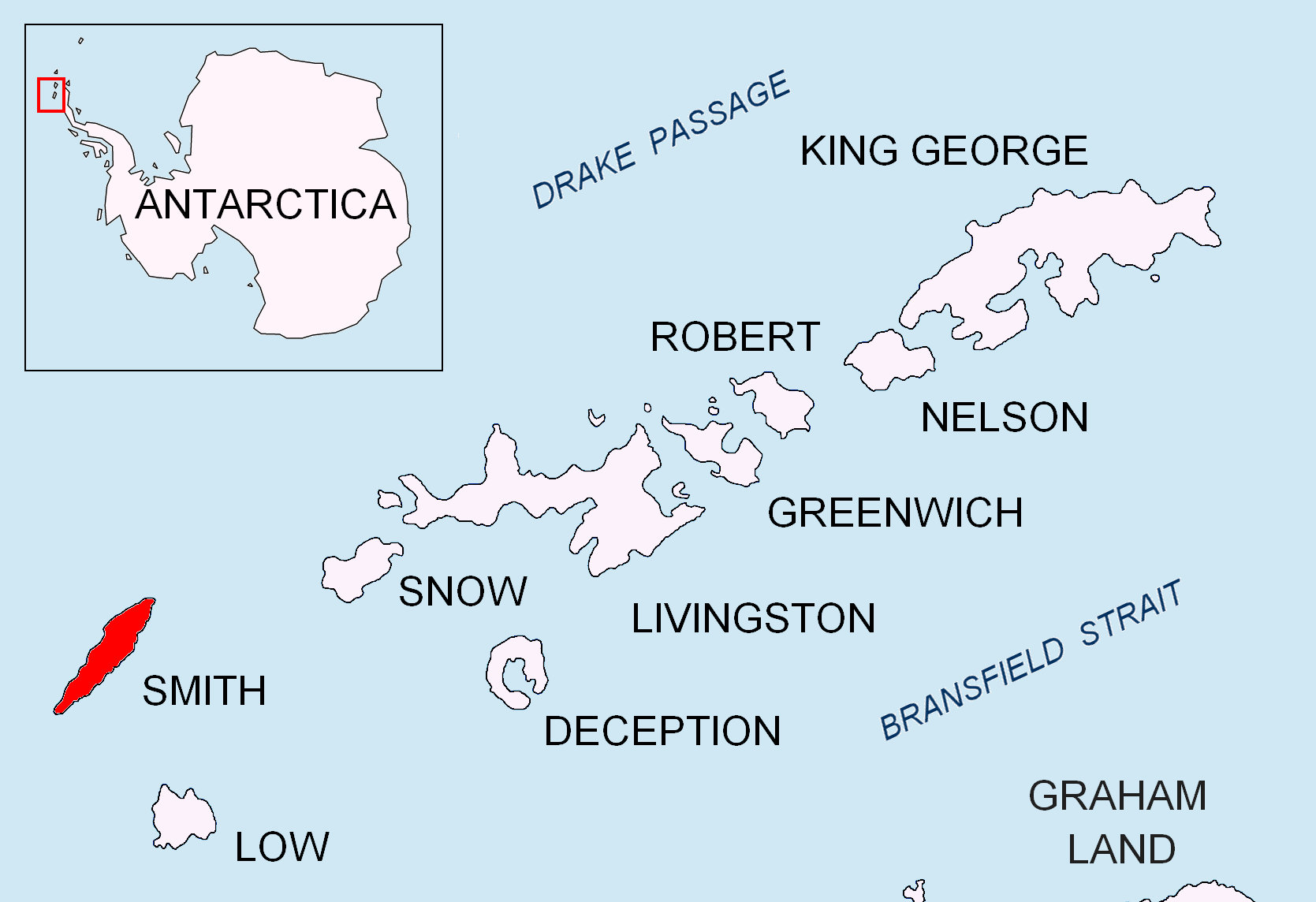
Localização da Ilha Smith nas Ilhas Chetland do Sul.

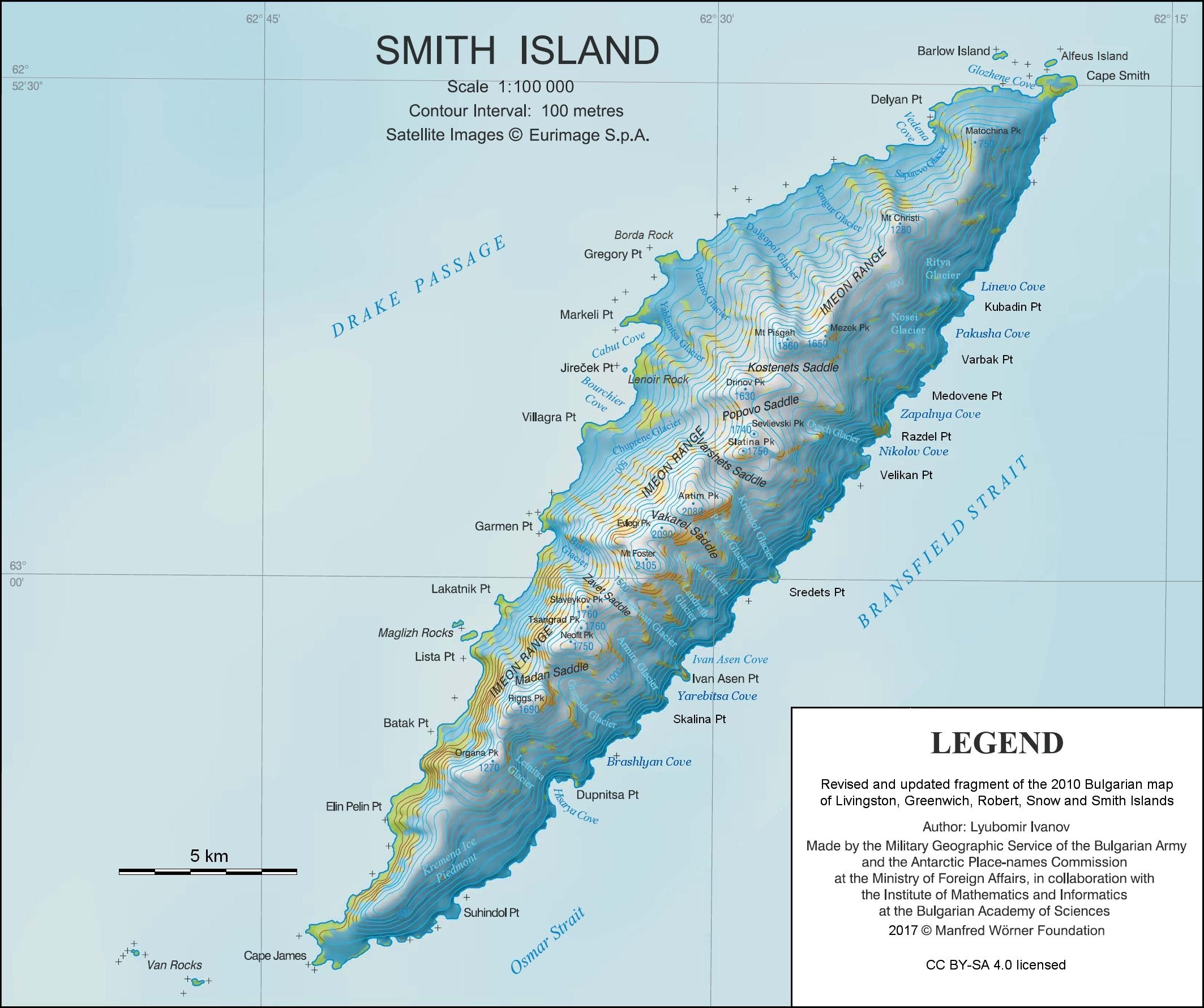
Mapa topográfico de Smith Island.

Pico da Matochina ( em búlgaro:  връх Маточина       , IPA:   ) é um pico que se eleva para 750 m na extremidade norte da Faixa de Imeon, na Ilha Smith, nas Ilhas Shetland do Sul, Antártica . Situado 3.3   km a oeste-sudoeste de Cape Smith e 3,2   km a nordeste de Mount Christi . Com vista para a geleira Saparevo a oeste e sudoeste, Cova Vedena a oeste e Cova Glozhene  a nordeste. Mapeamento antecipado da Bulgária em 2009. Nomeado após o assentamento e fortaleza medieval de Matochina, no sudeste da Bulgária . 

## Mapas
- Carta de Shetland do Sul, incluindo Coronação, etc. da exploração da saveiro Dove nos anos 1821 e 1822 por George Powell Comandante da mesma. Escala ca. 1: 200000. Londres: Laurie, 1822.
- LL Ivanov. Antártica: Ilhas Livinston e Greenwich, Robert, Snow e Smith. Escala 1: 120000 mapa topográfico. Troyan: Fundação Manfred Wörner, 2010. ISBN 978-954-92032-9-5    (Primeira edição de 2009. ISBN 978-954-92032-6-4 ISBN   978-954-92032-6-4 )
- Ilhas Shetland do Sul: Smith e Low Islands. Escala 1: 150000 mapa topográfico No. 13677. Pesquisa Antártica Britânica, 2009.
- Banco de dados digital antártico (ADD). Escala 1: 250000 mapa topográfico da Antártica. Comitê Científico de Pesquisa Antártica (SCAR). Desde 1993, regularmente atualizado e atualizado.
- LL Ivanov. Antártica: Livinston e Smith . Escala 1: 100000 mapa topográfico. Fundação Manfred Wörner, 2017. ISBN 978-619-90008-3-0 ISBN   978-619-90008-3-0